# Les Amants électriques
Pour plus de détails, voir Fiche technique et Distribution.
Les Amants électriques (Cheatin' en version originale) est un long métrage d'animation américain réalisé par Bill Plympton, sorti en 2013. Il remporte le prix du jury au festival international du film d'animation d'Annecy 2014.

## Synopsis
Jake et Ella se rencontrent dans un accident d'auto-tamponneuses et tombent amoureux.

## Fiche technique
- Titre : Les Amants électriques
- Titre original : Cheatin'
- Réalisation : Bill Plympton
- Scénario : Bill Plympton
- Musique : Nicole Renaud
- Montage : Kevin Palmer
- Directeur artistique : Lindsay Woods
- Producteur : Désirée Stavracos
- Producteur délégué : James Hancock, Adam Rackoff et Cinco Dedos Peliculas
- Production : Plymptoons
- Distribution : Ed Distribution
- Pays de production :  États-Unis
- Durée : 76 minutes
- Genre : Animation, comédie dramatique
- Dates de sortie :
  - États-Unis : 17 janvier 2014
  - France : 
    - 9 juin 2014 (Festival international du film d'animation d'Annecy 2014)
    - 23 avril 2014

## Récompenses et distinctions
En 2014, le film reçoit le prix du jury pour un long métrage au Festival international du film d'animation d'Annecy.